# Peravia (tỉnh)

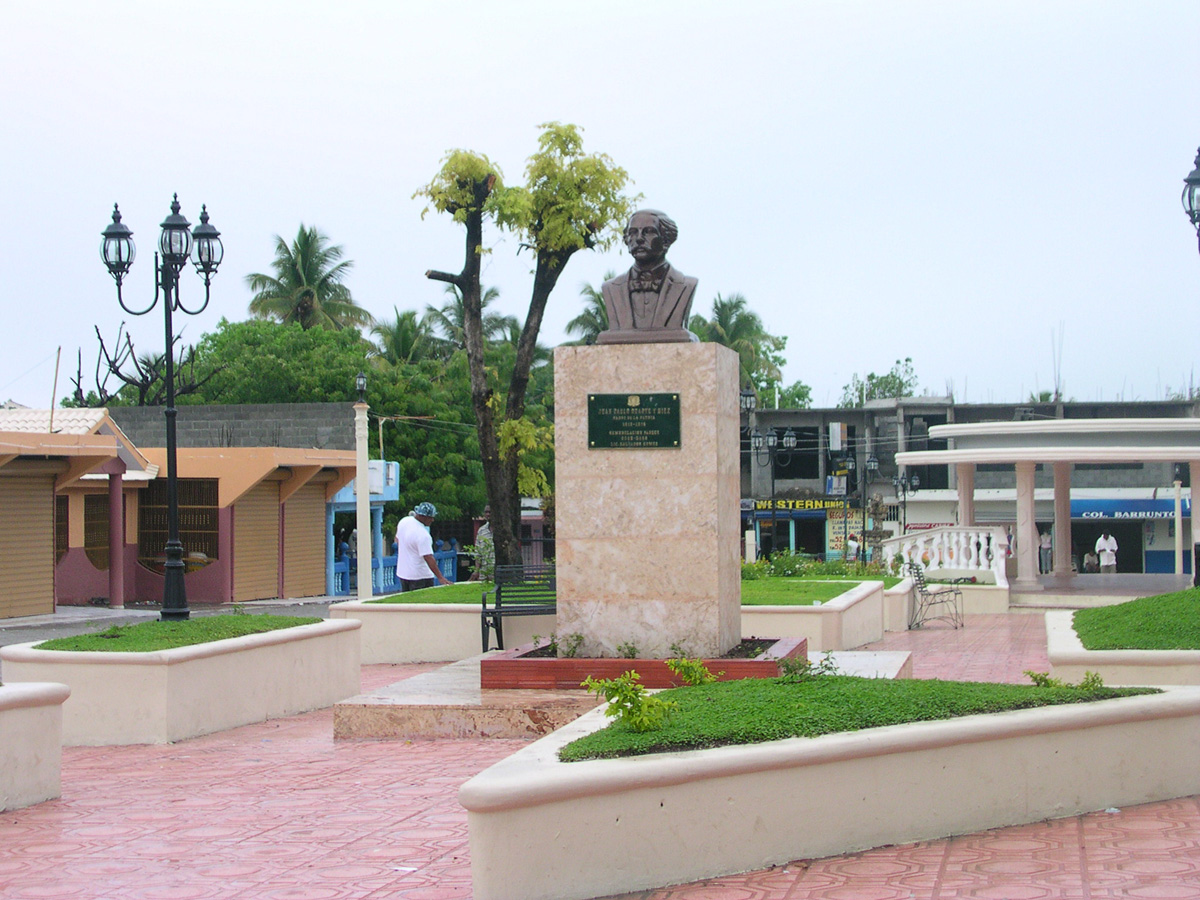
Nizao

Peravia là một tỉnh của Cộng hòa Dominica.  Trước ngày 1 tháng 5 năm 2002, khu vực này thuộc San José de Ocoa. Tỉnh này được đặt tên theo thung lũng Peravia. Cùng với tỉnh Azua, tỉnh Peravia có khí hậu khô và các đụn cát ven bờ biển. Tỉnh này có các bãi biển thu hút du khách.

## Đô thị và các huyện đô thị
Đến thời điểm ngày 20 tháng 10 năm 2006, tỉnh này được chia thành đô thị (municipio) và các huyện đô thị (distrito municipal - D.M.):
| - Baní - Catalina (D.M.) - El Carretón (D.M.) - El Limonal (D.M.) - Matanzas (D.M.) - Paya (D.M.) - Sabana Buey (D.M.) - Villa Fundación (D.M.) - Villa Sombrero (D.M.) - Nizao - Pizarrete (D.M.) - Santana (D.M.) |

Dưới đây là các đô thị và các huyện đô thị với dân số theo điều tra năm 2002.
| Tên              | Tổng dân số | Dân số đô thị | Dân số nông thôn |
| ---------------- | ----------- | ------------- | ---------------- |
| Baní             | 251883      | 198564        | 53319            |
| Nizao            | 57846       | 32144         | 25702            |
| Peravia province | 309729      | 230708        | 79021            |